# Ashte
Ashte – wieś w Indiach położona w stanie Maharasztra, w dystrykcie Thane, w tehsilu Dahanu.
Według spisu ludności Indii z 2011 roku, w Ashte znajduje się 245 gospodarstw domowych, które zamieszkuje 1075 osób.